# گیز، هلند
گیز (به هلندی: Gees) یک منطقهٔ مسکونی در هلند است که در کوفوردن واقع شده‌است. گیز ۶۱۰ نفر جمعیت دارد.